# Гриман, Давид
Давид Гриман (исп. David Griman, 10 марта 1967, Лос-Текес, Венесуэла) — венесуэльский боксёр-профессионал, выступавший в наилегчайшей (Flyweight) весовой категории. Чемпион мира по версии ВБА (WBA).
Наилучшая позиция в мировом рейтинге: ??-й.

## Результаты боёв
| Бой | Дата | Соперник | Судьи | Место боя | Раундов | Результат | Дополнительно |
| --- | ---- | -------- | ----- | --------- | ------- | --------- | ------------- |
|     |      |          |       |           |         |           |               |
| Бой | Дата | Соперник | Судьи | Место боя | Раундов | Результат | Дополнительно |